# Dude Descending a Staircase
Dude Descending a Staircase è il quarto album in studio del gruppo musicale britannico Apollo 440, pubblicato nel 2003.

## Tracce
1. Dude Descending a Staircase – 5:05
2. Hustler Groove – 6:15
3. Disco Sucks – 3:55
4. N'Existe Pas – 6:45
5. Electronic Civil Disobedience – 4:55
6. 1,2,3,4 – 3:45
7. Escape to Beyond the Planet of the Super Ape – 4:40
8. Time Is Running Out – 5:00
9. Children of the Future – 8:00